# Cholet-Pays de Loire 1994
La Cholet-Pays de Loire 1994, diciassettesima edizione della corsa e valida come evento del circuito UCI categoria 1.3, fu disputata il 20 marzo 1994 su un percorso di 207 km. Fu vinta dal francese Laurent Madouas che giunse al traguardo con il tempo di 5h26'59" alla media di 37,984 km/h.

## Ordine d'arrivo (Top 10)
| Pos. | Corridore              | Squadra          | Tempo    |
| ---- | ---------------------- | ---------------- | -------- |
| 1    | Laurent Madouas        | Castorama        | 5h26'59" |
| 2    | Christophe Leroscouet  | Aubervilliers 93 | a 2"     |
| 3    | Patrick Van Roosbroeck | Trident          | a 4"     |
| 4    | Frank Vandenbroucke    | Lotto            | a 5"     |
| 5    | Chris Peers            | Collstrop        | s.t.     |
| 6    | Stéphane Heulot        | Banesto          | s.t.     |
| 7    | Peter Van Petegem      | Trident          | a 7"     |
| 8    | Andreas Kappes         | Trident          | s.t.     |
| 9    | Adrie van der Poel     | Collstrop        | s.t.     |
| 10   | Michel Vermote         | Festina          | s.t.     |